# Jacarilla
Jacarilla (valencianisch: Xacarella) ist eine spanische Gemeinde (municipio) in der Provinz Alicante mit einer Bevölkerung von 2.122 Einwohnern (Stand: 2024). 

## Lage
Jacarilla liegt etwa 60 Kilometer südwestlich von Alicante und etwa 25 Kilometer ostnordöstlich von Murcia in einer Höhe von ca. 20 m. Das Mittelmeer liegt in etwa 20 Kilometern östlicher Richtung. Der Río Segura begrenzt die Gemeinde im Norden. 

## Geschichte

### Bevölkerungsentwicklung
| Jahr      | 1970 | 1981 | 1991 | 2001 | 2011 | 2021 |
| Einwohner | 1265 | 1334 | 1466 | 1575 | 2102 | 2030 |

## Sehenswürdigkeiten
- Marienkirche (Iglesia de Nuestra Señora de Belen)
- Palast und Park der Markgrafen von Fontalba

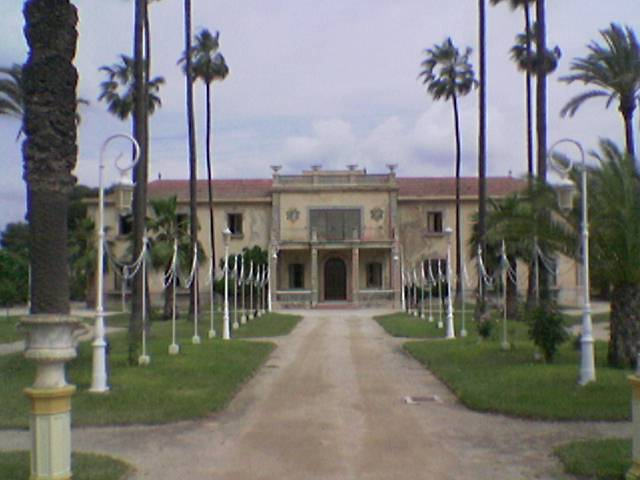
Palast der Markgrafen von Fontalba